# Годагисл
Годагисл (ванд. Gôdagisl, лат. Godigiselus; погиб в 406) — король вандалов до 406 года.

## Биография
Происхождение Годагисла точно не известно. Иногда его называют сыном неких Радагайса и Целлы, но подтверждения этих сведений в исторических источниках отсутствуют.
В 401 году Годагисл разграбил Рецию, в 405 году вторгся в область Рейна и Неккара, воспользовавшись тем, что высший военачальник Западной Римской империи Стилихон был занят уничтожением в Северной Италии полчищ Радагайса, состоявших из различных варварских племён.
В ночь с 31 декабря 406 года на 1 января 407 года вандалы по льду перешли Рейн в районе Майнца.
В сражении с франками, охранявшими в качестве римских федератов переправу через Рейн, Годагисл пал. Григорий Турский, со ссылкой на более раннего автора Рената Профутура Фригерида, сообщает об этом так:

«Между тем король аланов Респендиал, после того как Гоар [аланский вождь] перешел на сторону римлян, отвёл своё войско от Рейна, так как в это время вандалы воевали с франками. Вандалы после гибели их короля Годегизила потеряли в этом сражении почти 20 тысяч человек, и они полностью были бы уничтожены, если бы к ним вовремя не подоспели на помощь аланы.»

Григорий Турский не даёт привязки к месту и времени неудачного для вандалов сражения, хотя отмечает, что Фригерид пишет о этих событиях сразу после описания захвата Аларихом I Рима, которое произошло в 410 года.
Традиционно гибель Годагисла датируется 406 годом, когда другие исторические источники зафиксировали вторжение вандалов, аланов и свевов в Галлию через Рейн.
Прокопий Кесарийский сообщил, что Годагисл имел двух сыновей: младшего Гундериха (Гонтариса) от законной жены и Гейзериха от наложницы. Оба они правили одновременно после смерти отца.
Вероятно, с гибелью Годагисла и разгромом вандалов главенство в союзе вандалов, аланов и свевов стало принадлежать правителю аланов, как об этом заметил в своей хронике испанский епископ Идаций, рассказывая о гибели аланского царя Аддака в 418 года. Хотя племена вандалов-асдингов, вандалов-силингов и свевов продолжали выбирать собственных королей.